# Miotapirus harrisonensis
Miotapirus harrisonensis (лат.) — вид вымерших млекопитающих из семейства тапировых отряда непарнокопытных. Единственный вид рода Miotapirus. Ископаемые остатки этого вида известны с позднего олигоцена по ранний миоцен Северной Америки: США (штаты Вайоминг и Небраска). Типовой образец — частичный череп. Его типовое местонахождение Parahippus Level, в горизонте Harrisonian, формация Marsland в Вайоминге. Размерами и строением напоминал современных тапиров и, видимо, вёл сходный образ жизни.